# Markaz Juhaynah al Gharbīyah
Markaz Juhaynah al Gharbīyah (arabiska: مركز جهينة الغربية) är en region i Egypten.   Den ligger i guvernementet Sohag, i den centrala delen av landet, 400 km söder om huvudstaden Kairo.